# 赤裸陌生人
《赤裸陌生人》是美國情色小說，1969年出版，作者為潘妮洛普·艾希，但實為記者麥克·麥葛瑞迪集合其他24名記者合作完成，包括普利茲獎得主吉尼·高茲。即使騙局被揭穿，本書的銷量更加獲得商業上的成功，甚至在1975年改編成電影。

## 故事簡介
電台脫口秀主持人吉蓮·布雷克為了報復出軌的丈夫，立誓和每個紐約長島大峽區的已婚男子發生性關係。